# Apple M8
Der Apple M8 ist ein Koprozessor zur Sensordatenerfassung des US-amerikanischen Unternehmens Apple Inc. Er kann Daten verschiedener Bewegungssensoren eines mobilen Gerätes stromsparend und unabhängig von einer Haupt-CPU erfassen und aufbereiten.

## Funktion
Der M8 kann die Daten der Bewegungssensoren erfassen, aufbereiten und zwischenspeichern, selbst wenn sich ein Gesamtgerät im stromsparenden Ruhezustand befindet. Anwenderprogramme können dann zu einem späteren Zeitpunkt diese Daten abfragen. So wird die durchschnittliche Leistungsaufnahme reduziert und die Batterielaufzeit verlängert. Mit der Datenaufbereitung werden auch Informationen über die Art der Bewegung ermittelt, wie beispielsweise Gehen, Laufen oder Fahren.

## Technik
Der Chip mit dem Codenamen arbeitet mit einer Arm Cortex-M3-CPU und trägt die Bezeichnung LPC18B1UK.

## Einsatz in Apple-Geräten

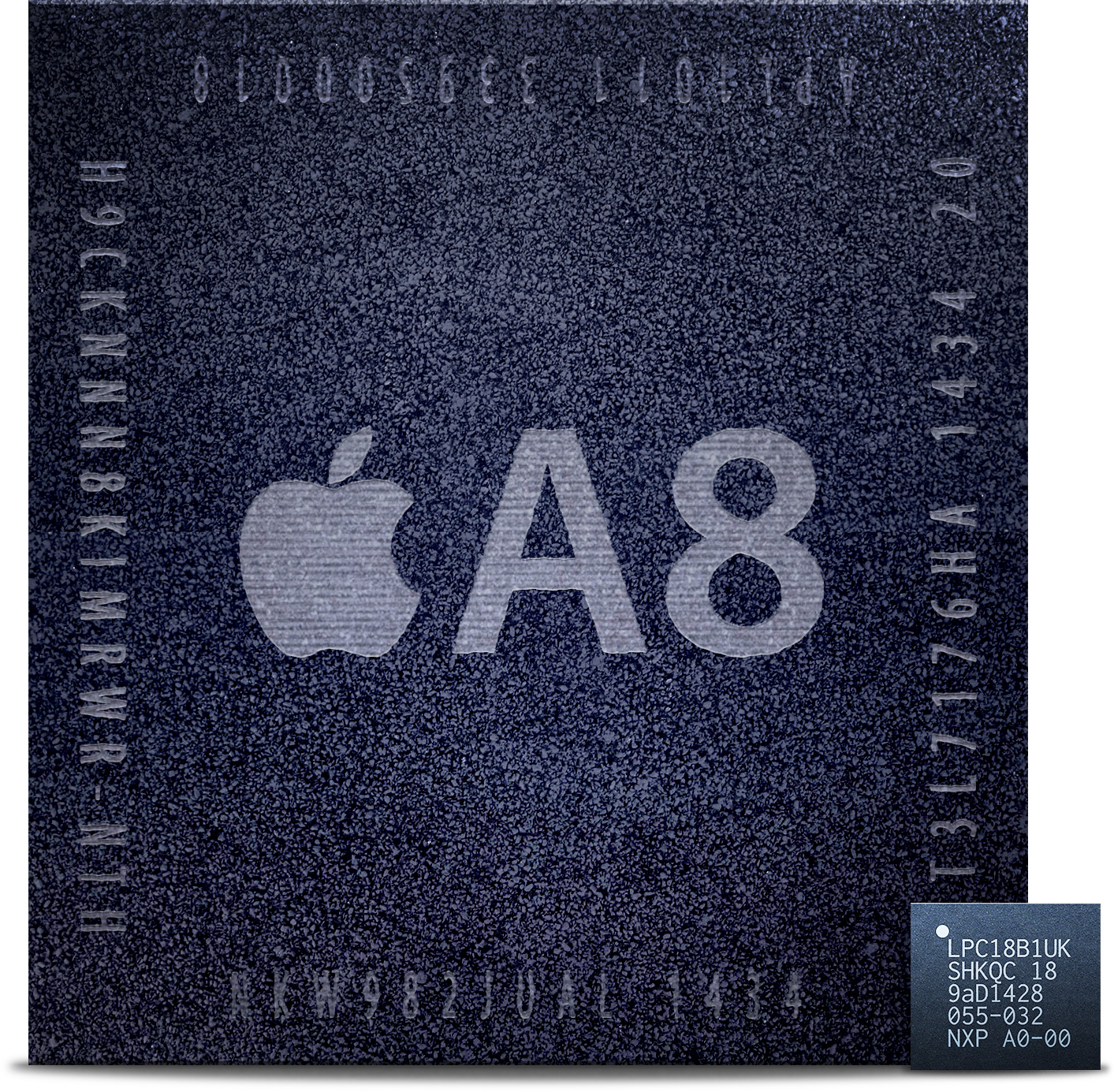
Größenvergleich von A8 und M8

Der Prozessor kommt im iPhone 6 und im iPad Air 2 zum Einsatz, wo er einen Großteil der Sensordatenerfassung und -aufbereitung erledigt.
Anwendungen kommunizieren über die sogenannte Core Motion API des Betriebssystems iOS mit dem Chip. Dies erlaubt es beispielsweise Fitness-Apps, die Bewegungen des Benutzers nachzuvollziehen und aufzubereiten.

## Relevanz
Mit der Einführung des A7-SoCs bewarb Apple erstmals konkret einen weiteren Chip auf dem Logic Board eines iOS-Geräts. Auch vor der Einführung des Apple M7 hatten iOS-Geräte bereits Bewegungs-Koprozessoren verbaut, so etwa seit dem ersten iPhone für einen Neigungssensor, seit dem iPhone 3GS für ein Magnetometer und seit dem iPhone 4 für ein Gyroskop. Die Steuerungs-Prozessoren dieser Sensoren waren jedoch nicht auf einem Chip vereint und hatten nicht die Möglichkeit wie der Apple M7 und sein Nachfolger M8 im Standby des iPhones, Daten im Hintergrund zu sammeln und die CPU zu entlasten. Verglichen mit anderen Chips ist der M8 weniger relevant für den korrekten Betrieb des iPhones. Der Qualcomm Baseband-Prozessor beispielsweise, welcher für die Telefonie und die Internetverbindung zuständig ist, übertrifft den M8 in Komplexität und Chipgröße bei weitem und ist aufgrund seiner Funktion nach dem SoC der wichtigste Chip in einem iOS-Gerät mit Modem.